# 劉倫正
劉倫正（1423年—？），字理敘，江西吉安府安福縣人，民籍，明朝政治人物。進士出身。

## 生平
江西鄉試第六十七名舉人。景泰五年（1454年）甲戌科會試第二百六十七名舉人，殿試登進士第二甲第一百零五名。

## 家族
曾祖父劉敏文。祖父劉子懋。父劉素絢。